# الین کریستیانسن
الین کریستیانسن (انگلیسی: Elin Kristiansen؛ زادهٔ ۹ ژوئیهٔ ۱۹۶۸) ورزشکار اهل نروژ است.
او دو مدال قهرمانی مسابقات قهرمانی جهان را بدست آورد، یکی در سال ۱۹۸۸ هنگامی که در مسابقات ۱۰ کیلومتری نقره و برنز در سال ۱۹۹۰ از رویداد اسپرینت به دست آورد. بهترین بازی‌های المپیک زمستانی او در بازی‌های المپیک زمستانی ۱۹۹۴، هنگامی که در مسابقه رله به پایان رسید و بهترین مکان انفرادی او در بازی‌های المپیک زمستانی ۱۹۹۲ نهم بود.